# جین تورنقیست
جین تورنقیست (انگلیسی: Jane Törnqvist؛ زادهٔ ۹ مهٔ ۱۹۷۵) بازیکن فوتبال اهل سوئد است.
از باشگاه‌هایی که در آن بازی کرده‌است می‌توان به باشگاه فوتبال زنان تیرسو و دیوری گردن اشاره کرد.
وی همچنین در تیم ملی فوتبال زنان سوئد بازی کرده‌است.